# Idriss Déby
Idriss Déby   (Fada, 18 de juny de 1952 - N'Djamena, 20 d'abril de 2021) fou un polític i militar txadià que va ser president del Txad des de 1990 fins a la seva mort per forces militants quan comandava les tropes en el front en 2021. També va ser cap del governant Moviment Patriòtic de Salvació. Déby pertanyia al clan Bidayat de l'ètnia zaghawa. Va arribar al poder liderant una rebel·lió contra el president Hissène Habré al desembre de 1990 i va sobreviure a diverses rebel·lions i intents de cop d'Estat contra el seu propi govern. Déby va guanyar les eleccions el 1996 i 2001, i després de l'eliminació dels límits dels mandats va tornar a guanyar en 2006, 2011, 2016 i 2021. Va afegir «Itno» al seu cognom al gener de 2006. Es va graduar en el Centre Revolucionari Mundial de Moammar al-Gaddafi. Diversos mitjans de comunicació internacionals van descriure el govern de diverses dècades de Déby com a autoritari. Va ser assassinat a l'abril de 2021 mentre comandava les forces que lluitaven en el front contra els rebels del Front per l’Alternança i la Concòrdia del Txad (FACT).

## Biografia
Va iniciar la seva carrera militar a l'Escola d'Oficials de N'Djamena, continuant a França, on es va graduar el 1976 com a pilot de combat.
Déby va començar com general en la Guerra Civil del Txad. El 1990, les tropes de Déby es van enfrontar amb les tropes de l'expresident Hissène Habré, fins que el 2 de desembre van ocupar la capital del país, es van apoderar del govern i Déby fou nomenat president. Després de tres mesos d'exercir un govern provisional, el 28 de febrer de 1991 va ser aprovada una constitució multipartidària.
A partir de 1993, Déby convoca a una conferència nacional als partits polítics, diferents organitzacions i grups rebels per iniciar un camí civil i recompondre la democràcia al país, creant l'Alt Consell de Transició, que estaria dirigit per ell, i l'objectiu del qual era dirigir el país fins a la celebració de les eleccions democràtiques. El 1996 Déby va ser elegit president en unes eleccions democràtiques amb majoria de vots, i reelegit en el 2001.